# 血證論
《血證論》為晚清醫家唐宗海（唐容川）之醫學論著，全書以「血病」證治為綱，共八卷。此論推演王清任《醫林改錯》之活血化瘀治療方法而發揚光大。
本論初始綜論陰陽、氣血、水火、臟腑等生理因素及男女異同，進而論及內科、外科、傷科、婦產科等相關出血病證治，再論瘀血、蓄血及其他乍似無關血證的雜病，末後列以方藥。
以「久病、怪病必有瘀」為樞紐；在血證觀念上如「離經之血」，較往昔醫家有所革新。

## 外部連結
- 唐宗海唐容川《血證論》學術思想初探[永久]